# Мані (Мексика)
Мані́ (ісп. Maní) — невелике місто й центр однойменного муніципалітету в мексиканському штаті Юкатан. Містечко розташоване за 100 км від Мериди та приблизно за 16 км від міста Тікуль.

Місто було столицею держави мая Тутуль Шіу до 13 століття.
У місті є старовинний францисканський монастир, заснований у 1549 році. Монастир названо на честь Архангела Михаїла. У липні 1562 у Мані монах Дієго де Ланда влаштував аутодафе, під час якого було спалено принаймні сорок неоціненних рукописних книг мая (так званих кодексів) та приблизно 20 000 культових зображень. На його думку, вони були «породженням диявола». Ці та інші дії в монастирі були спрямовані на швидке покатоличення регіону.

Навколо містечка вирощують кукурудзу, фрукти, розводять корів.

## Галерея

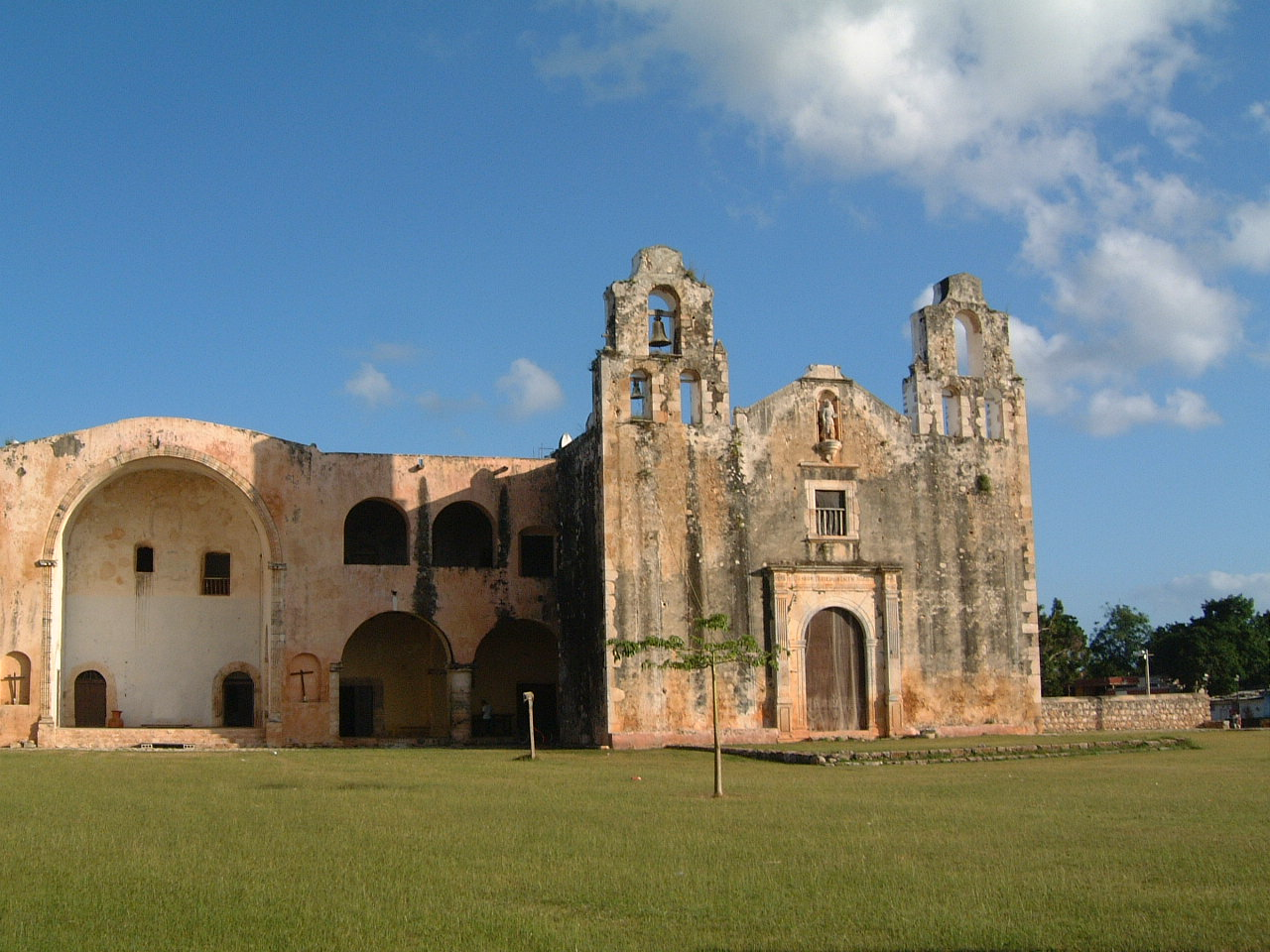
Будівля колишнього монастиря
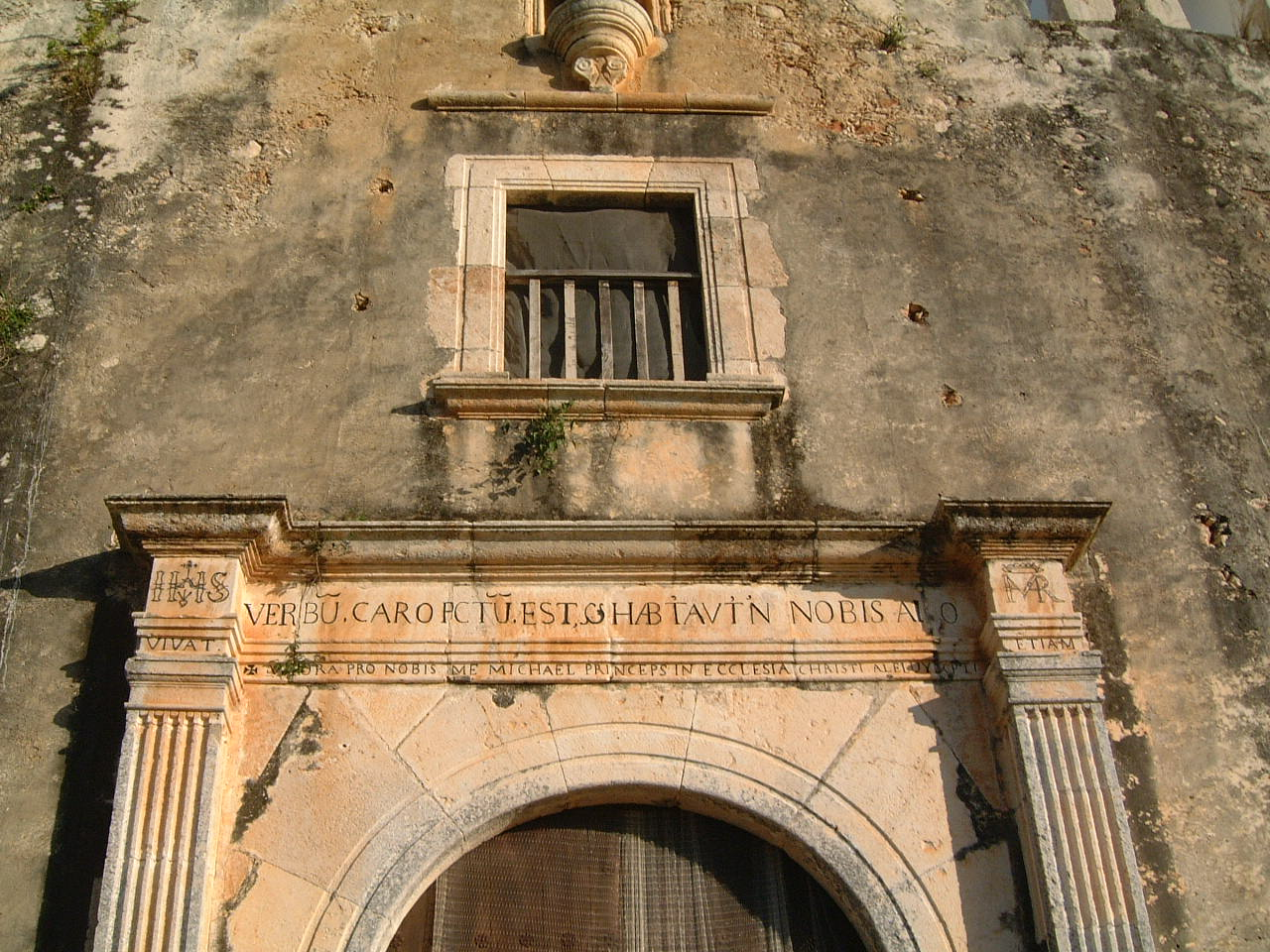
Напис на церкві
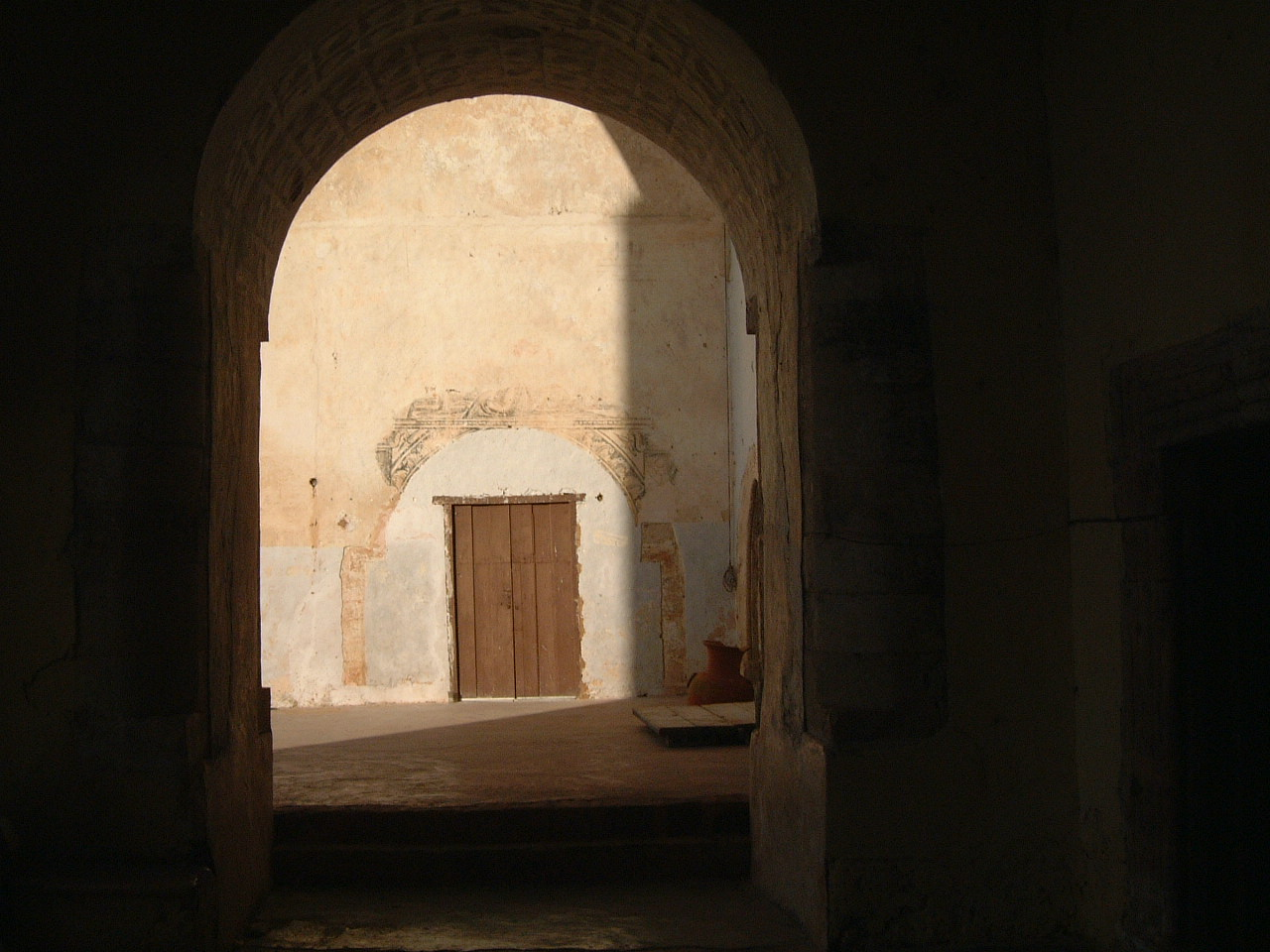
Арка в церкві
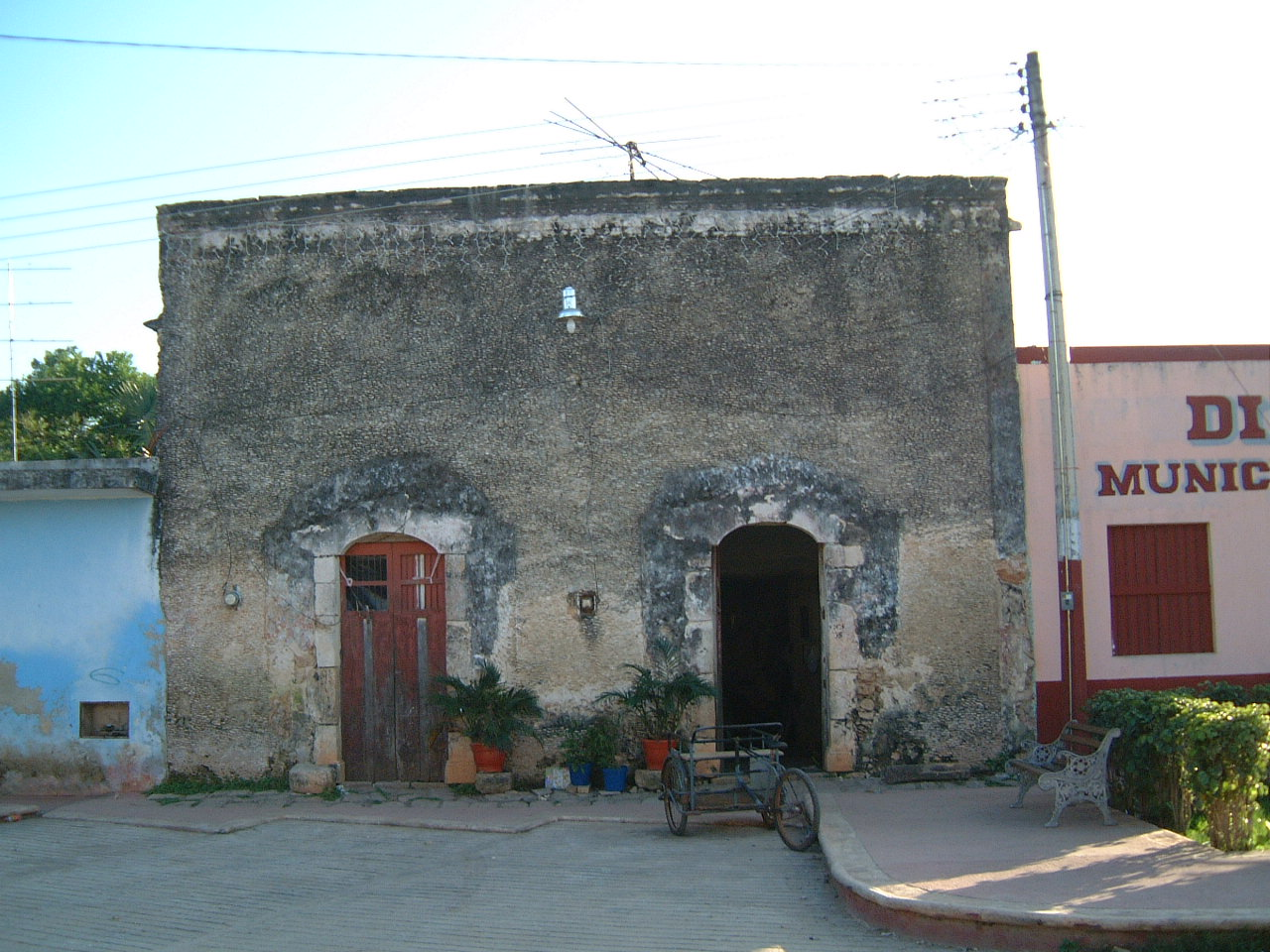
Будинок
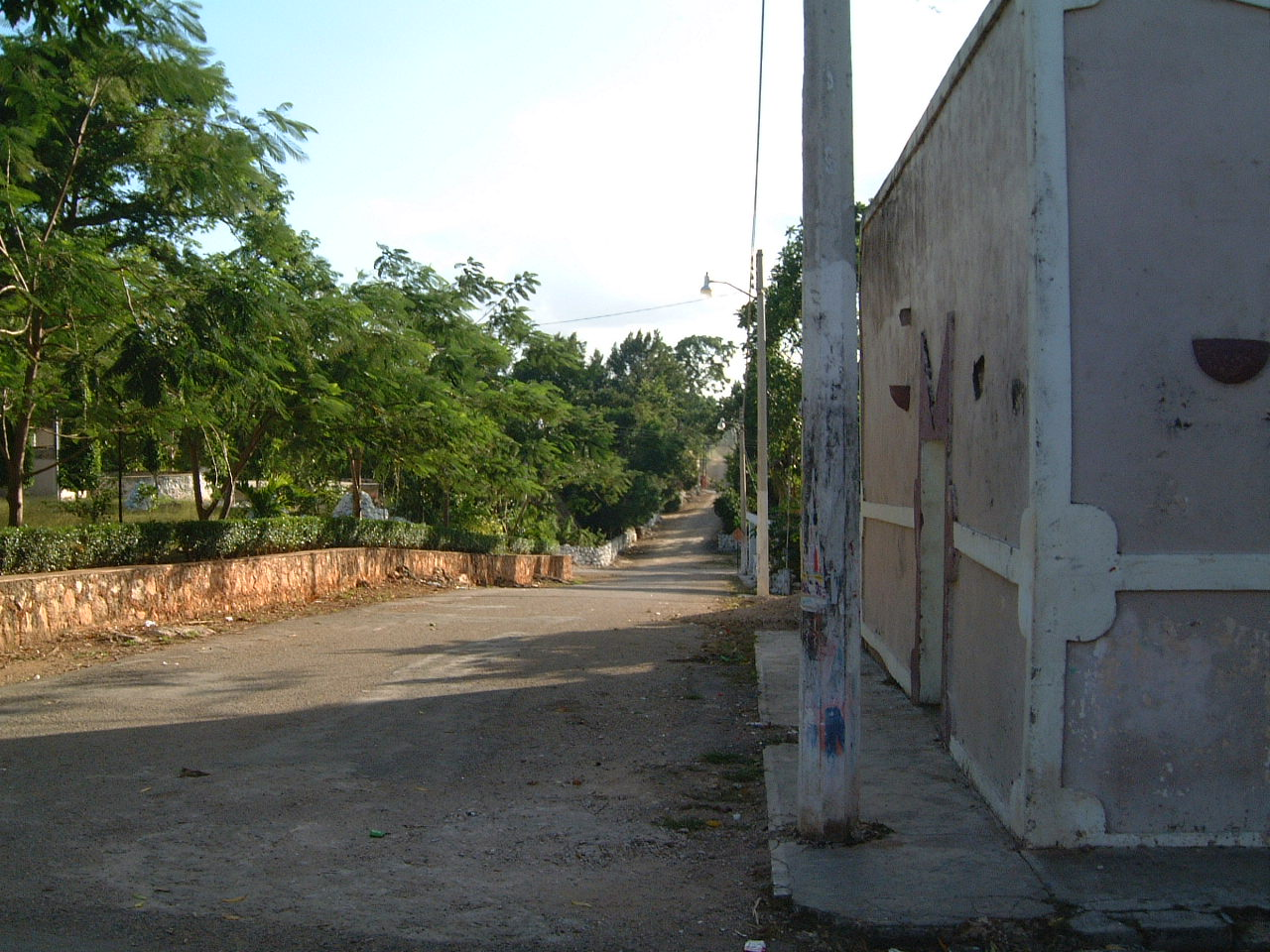
Одна з вулиць містечка